# Шнексвілл (Пенсільванія)
Шнексвілл (англ. Schnecksville) — переписна місцевість (CDP) в США, в окрузі Лігай штату Пенсільванія. Населення — 3261 особа (2020).

## Географія
Шнексвілл розташований за координатами 40°40′10″ пн. ш. 75°36′50″ зх. д. / 40.66944° пн. ш. 75.61389° зх. д. (40.669307, -75.613868).  За даними Бюро перепису населення США в 2010 році переписна місцевість мала площу 6,99 км², з яких 6,97 км² — суходіл та 0,02 км² — водойми.

## Демографія
Згідно з переписом 2010 року, у переписній місцевості мешкало 2935 осіб у 1189 домогосподарствах у складі 865 родин. Густота населення становила 420 осіб/км².  Було 1241 помешкання (178/км²).
Расовий склад населення:
| - 95,8 % — білих - 1,4 % — азіатів - 0,9 % — чорних або афроамериканців - 0,1 % — корінних американців |

До двох чи більше рас належало 1,3 %. Частка іспаномовних становила 2,9 % від усіх жителів.
За віковим діапазоном населення розподілялося таким чином: 23,0 % — особи молодші 18 років, 60,9 % — особи у віці 18—64 років, 16,1 % — особи у віці 65 років та старші. Медіана віку мешканця становила 43,4 року. На 100 осіб жіночої статі у переписній місцевості припадало 89,8 чоловіків;  на 100 жінок у віці від 18 років та старших — 86,9 чоловіків також старших 18 років.
Середній дохід на одне домашнє господарство  становив 88 307 доларів США (медіана — 73 897), а середній дохід на одну сім'ю — 105 268 доларів (медіана — 86 655). Медіана доходів становила 52 813 долари для чоловіків та 51 768 доларів для жінок. За межею бідності перебувало 1,3 % осіб, у тому числі 0,0 % дітей у віці до 18 років та 6,3 % осіб у віці 65 років та старших.
Цивільне працевлаштоване населення становило 1450 осіб. Основні галузі зайнятості: освіта, охорона здоров'я та соціальна допомога — 36,5 %, виробництво — 13,4 %, оптова торгівля — 8,7 %, транспорт — 6,9 %.